# Налчаджи Ігор Андрійович

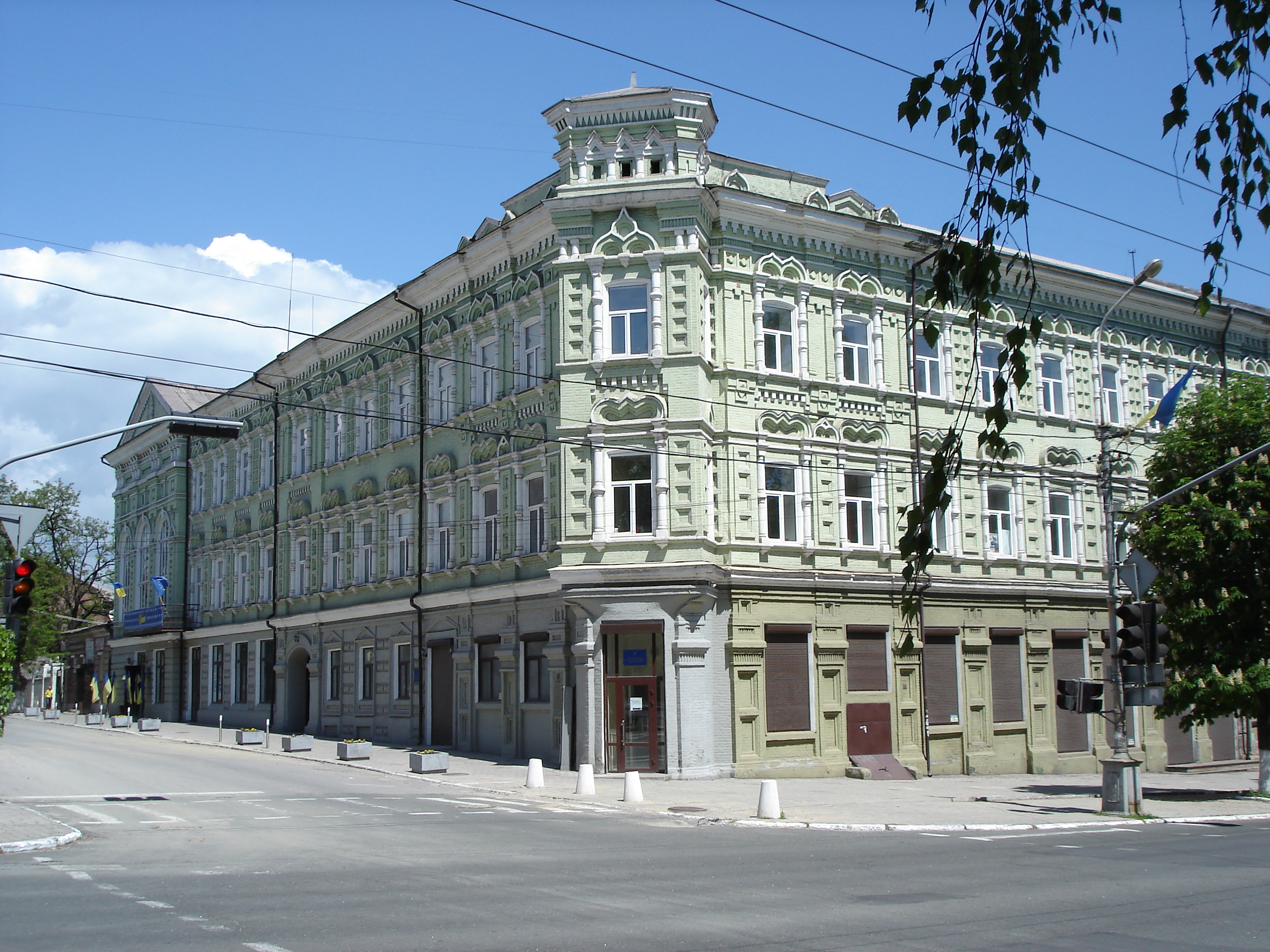
Маріуполь. Будинок культури заводу «Азовсталь»

Налчаджи Ігор Андрійович (20 липня 1935 — 12 січня 1998, Маріуполь) — актор та режисер народного театру Палацу культури заводу «Азовсталь»

## Біографія
Налчаджи Ігор Андрійович народився 20 липня 1935 року. Після закінчення школи Ігор Налчаджи навчався у Ленінградському театральному училищі у режисера Георгія Товстоногова. З 1964 року працював художнім керівником Палацу культури заводу «Азовсталь». Мав глибокі знання історичних костюмів, характерних звичок людей різних історичних епох тощо. В Народному театрі з 1993 року працював актором і режисером. Завдяки Ігорю Налчаджи були поставлені вистави:
- «Республіка на колесах»
- «Я, бабця, Іліко і Іларіон»
- «Інтерв'ю в Буенос-Айресі»
- «Лисиця і виноград»
- «Маскарад» за твором М. Ю. Лермонтова тощо

## Відновлення грецького театру
Краєзнавець І. Налчаджи першим почав систематизовано збирати по крихтах матеріали про грецький театр. Ігор Налчаджи відшукав інформацію про знищений Маріупольський грецький театр. Він отримав листа від історика театру Муратидіса з Греції і розпочав пошуки матеріалів у Маріупольському краєзнавчому музеї та в Донецькому обласному архіві. У місцевій газеті «Соціалістичний Донбас» за 1937 рік Налчаджи знайшов статтю, про те що в 1934 році в Маріуполі почав працювати перший в СРСР грецький театр, де працювало двадцять чотири актори. Налчаджи вдалося встановити дату заснування першого Державного грецького театру, проаналізувати репертуар, склад трупи, їхні проблеми. Інформацію він збирав також за спогадами, а потім з С.Буровим підготував статтю, в якій виклав трагічну історію театру. П'ять років працював театр, але в 1937 році під час сталінських репресій директор і шість акторів та режисерів були знищені. Архів також був знищений. Завдяки Налчаджи з почину маріупольських художників було створено меморіальну дошку на честь розстріляних, так відродили память про знищений грецький театр.

## Статті
- Налчаджи І. Розповідь краєзнавця: Пам'яти маріупольського грецького театру // Приазовский Рабочий. Мариуполь, 1992. 10 апр. № 64). С. 2.